# Sambour
Sambour o Prasat Sambour es uno de los ocho distritos que forman la provincia camboyana de Kompung Thom, con una población estimada en marzo de 2008 de 39 402 habitantes. Está dividido en las siguientes  comunas (khum), que se muestran asimismo con población estimada de 2008:
- Chhuk 9,008
- Koul 4,354
- Sambour 12,117
- Sraeung 4,966
- Tang Krasau 8,957[1]